# Vite
Vite（ヴィット、フランス語: [vit]）は、尤雨溪（Vue.jsの作者）によって作られたローカルの開発用サーバーである。
Viteは、VueやReactのデフォルトのテンプレートに使われている。また、ViteはTypeScriptとJSXをデフォルトでサポートしている。
編集中のファイルを監視し、ファイルの保存時に、WebブラウザはHot Module Replacement (HMR) というプロセスを通じて編集中のコードをリロードする。このプロセスは、アプリケーション全体を再コンパイルする代わりにES6モジュール (ESM) を使用して変更されている特定のファイルをリロードするだけで機能する。
Viteは、サーバーサイドレンダリング (SSR) の組み込みサポートを提供している。デフォルトの状態では、TCPポート5173でサーバーが起動する。Viteは、HTTPSおよび、WebSocketを含んだプロキシを介して、Apache HTTP ServerやlighttpdなどのバックエンドWebサーバーにコンテンツを提供できるように設定できる。